# Zasłonak oliwkowoochrowy

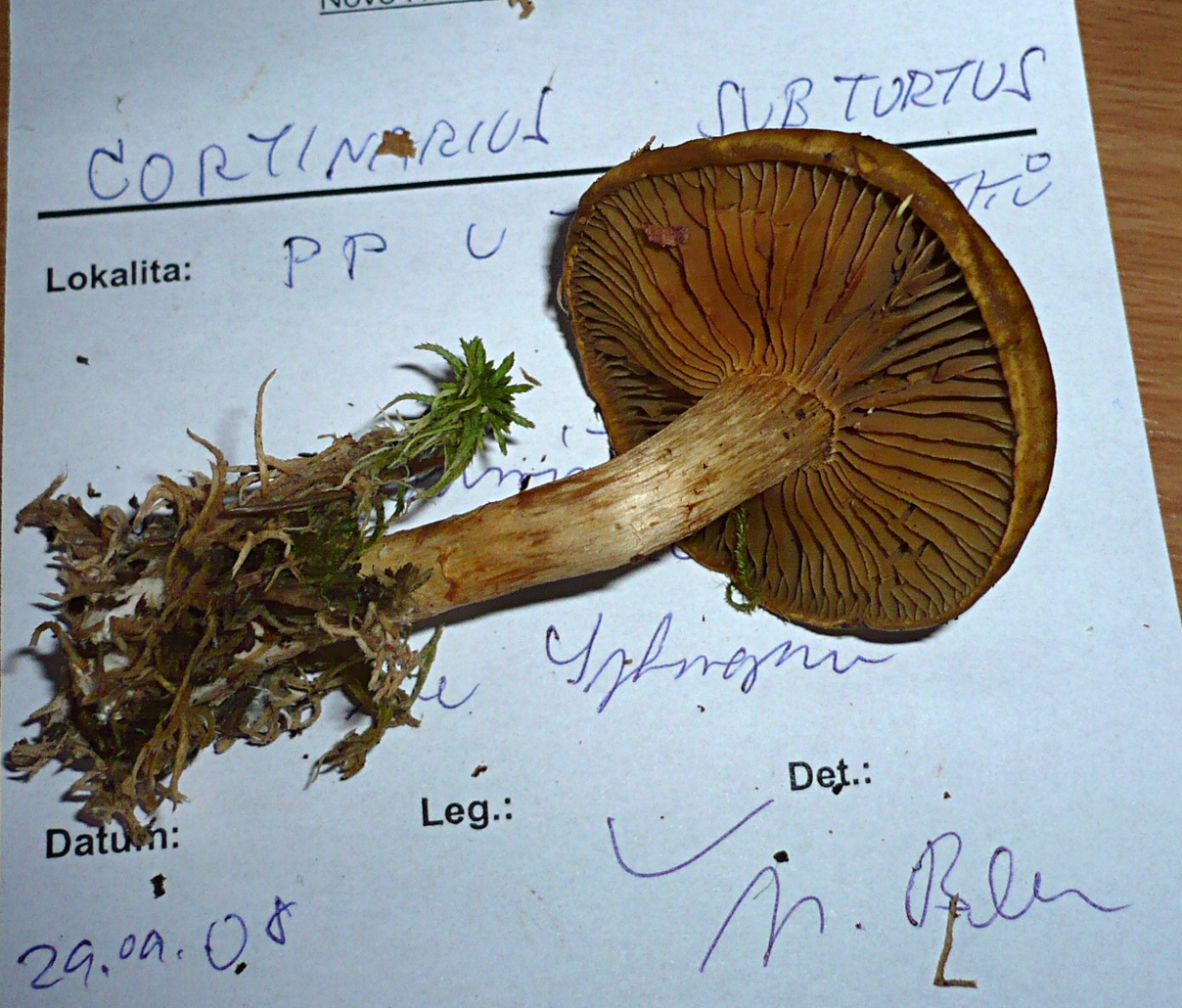

Zasłonak oliwkowoochrowy (Cortinarius subtortus (Pers.) Fr.) – gatunek grzybów należący do rodziny zasłonakowatych (Cortinariaceae).

## Systematyka i nazewnictwo
Pozycja w klasyfikacji według Index Fungorum: Cortinarius, Cortinariaceae, Agaricales, Agaricomycetidae, Agaricomycetes, Agaricomycotina, Basidiomycota, Fungi.
Po raz pierwszy zdiagnozował go w 1801 r. Christiaan Hendrik Persoon, nadając mu nazwę Agaricus subtortus. Obecną, uznaną przez Index Fungorum nazwę nadał mu Elias Fries w 1838 r., przenosząc go do rodzaju Cortinarius.
Synonimy:

- Agaricus subtortus Pers. 1801
- Cortinarius opimatus Britzelm. 1899
- Cortinarius subtortus var. opimatus (Britzelm.) Moënne-Locc. & Reumaux 1990
- Cortinarius subtortus (Pers.) Fr. 1838 var. subtortus
- Myxacium subtortum (Pers.) P. Kumm. 1871

Nazwę polską zaproponował Władysław Wojewoda w 1999 r., Andrzej Nespiak w 1975 r. opisał ten gatunek pod nazwą zasłonak przekręcony.

## Morfologia
Kapelusz
Średnica 2,5–6 cm, za młodu półkulisty, potem łukowaty, w końcu płaski, a nawet płytkowklęsły. W stanie suchym gładki, matowy lub jedwabiście błyszczący, w stanie wilgotnym kleisty. Powierzchnia o barwie od oliwkowoochrowej do oliwkowobrązowej. Brzeg silnie podwinięty i u młodych owocników połączony z trzonem białą zasnówką.
Blaszki
Szerokie i do trzonu szeroko przyrośnięte, brzuchate, początkowo jasnooliwkowoszare, potem czerwonobrązowe. U młodych owocników ostrza białawe i równe.
Trzon
Wysokość 4–9 cm, grubość 1–1,5 cm, walcowaty z maczugowatą podstawą, kruchy, początkowo pełny, potem pusty. Powierzchnia u młodych owocników biaława, pokryta kremowymi pozostałościami osłony, u starszych oliwkowoszara, żółtawa lub jasnoochrowa.
Miąższ
Kremowy do jasnoochrowego, w smaku nieco gorzki.
Cechy mikroskopowe
Zarodniki: owalne, słabo lub umiarkowanie pokryte ostrymi brodawkowami, 6,5–7,5 × 5–5,7 μm. W hymenium liczne wrzecionowate cystydy. Wysyp zarodników rdzawobrązowy.

## Występowanie i siedlisko
Znane są jego stanowiska tylko w Europie i Kanadzie. W piśmiennictwie naukowym na terenie Polski do 2003 r. podano 2 stanowiska (w Beskidzie Żywieckim i Tatrach).
Grzyb mykoryzowy. Rośnie na kwaśnych i wilgotnych glebach, między mchami, głównie w górskich w lasach iglastych.
Grzyb niejadalny.